# Introducing... The Beatles
Introducing... The Beatles is het eerste album van de Britse popgroep The Beatles dat in de Verenigde Staten werd uitgebracht. Het album verscheen in 1964 op het Amerikaanse platenlabel Vee-Jay Records. Vee-Jay had de rechten verworven van de nummers van The Beatles, nadat Capitol Records, de Amerikaanse tak van The Beatles' platenmaatschappij EMI, had aangegeven geen interesse te hebben in het uitbrengen van de single Please Please Me.
Het album bestaat voor het grootste deel uit dezelfde nummers als het Britse album Please Please Me. Alleen Please Please Me en Ask Me Why kwamen niet op het album terecht.
Een maand na het verschijnen van Introducing... The Beatles bracht Vee-Jay een tweede versie van het album op de markt. Hierbij waren Love Me Do en P.S. I Love You vervangen door Please Please Me en Ask Me Why.

## Tracks
Alle muziek en teksten zijn geschreven door Lennon/McCartney, tenzij anders aangegeven. 
| Nr. | Titel                               | Duur |
| --- | ----------------------------------- | ---- |
| 1.  | I Saw Her Standing There            | 2:55 |
| 2.  | Misery                              | 1:47 |
| 3.  | Anna (Go to Him) (Arthur Alexander) | 2:54 |
| 4.  | Chains (Gerry Goffin, Carole King)  | 2:23 |
| 5.  | Boys (Luther Dixon, Wes Farrell)    | 2:24 |
| 6.  | Love Me Do                          | 2:22 |

| 7.                 | P.S. I Love You                                             | 2:06 |
| 8.                 | Baby It's You (Burt Bacharach, Mack David, Barney Williams) | 2:46 |
| 9.                 | Do You Want to Know a Secret                                | 1:56 |
| 10.                | A Taste of Honey (Ric Marlow, Bobby Scott)                  | 2:01 |
| 11.                | There's a Place                                             | 1:49 |
| 12.                | Twist and Shout (Phil Medley, Bert Russell)                 | 2:23 |
| Totale duur: 27:39 |                                                             |      |